# 1995 aux États-Unis
Pour des articles plus généraux, voir Chronologie des États-Unis et 1995.
Chronologie des États-Unis
- 1991
- 1992
- 1993
- 1994
- 1995
- 1996
- 1997
- 1998
- 1999

Cette page concerne des événements d'actualité qui se sont produits durant l'année 1995 du calendrier grégorien aux États-Unis.

## Gouvernement
- Président : Bill Clinton
- Vice-président : Al Gore
- Secrétaire d'État : Warren Christopher
- Chambre des représentants - Président : Tom Foley (Parti démocrate) jusqu'au 3 janvier, puis Newt Gingrich (Parti républicain)

## Événements
- 6 janvier : découverte par la police de Manille de l'Opération Bojinka, plan d'attentats terroristes visant au détournement, puis au crash de plusieurs avions de ligne sur des cibles d'importance aux États-Unis (World Trade Center, notamment).
- 25 mars : retrait des dernières forces américaines de Somalie. Fin de l'opération Restore Hope.
- 7 avril : vote des mesures du Contract with America sur la répression du crime et le durcissement dans l'attribution des aides sociales mais échec des principales mesures sur la réduction de la fiscalité, la limitation de mandat des élus, la réforme de la sécurité sociale.
- 19 avril : attentat meurtrier à Oklahoma City, perpétré par Timothy McVeigh : 168 morts.
- Mai : Résolution budgétaire du Congrès prévoyant un retour à l'équilibre sur 7 années avec des coupes de 200 milliards de dollars sur les dépenses discrétionnaires et les dépenses sociales (Medicare) et des réductions d'impôt de 35 milliards de $.
- Juin : Le président présente son projet de loi budgétaire prévoyant un retour à l'équilibre sur 10 ans avec des réductions de dépenses d'environ 150 milliards de dollars sur cette période.
- 9-10 juin : incident avec la Chine à propos du visa accordé au président de Taïwan, Li Tenghui.
- Juillet : grande canicule de Chicago et du reste du pays qui causa des centaines de morts.
- 3 octobre : acquittement surprise de O. J. Simpson aux États-Unis, au terme d'un procès ayant divisé le pays.

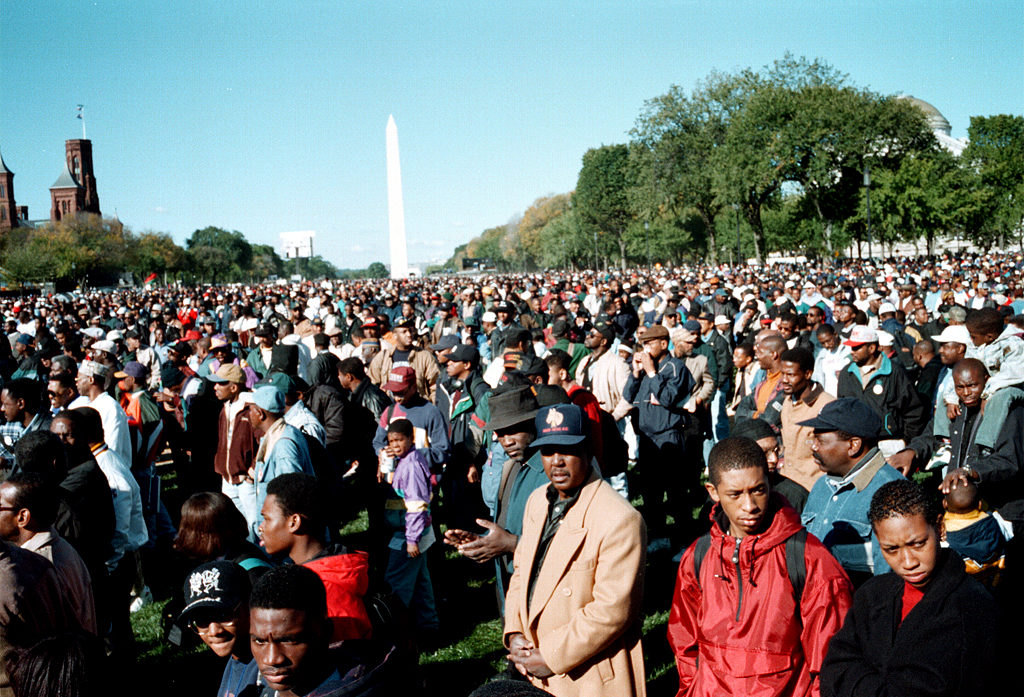
16 octobre : The Million March Man, à Washington, D.C., en 1995.

- 16 octobre: Million Man March à Washington D.C., un rassemblement principalement organisé par Louis Farrakhan de la Nation of Islam qui réunit entre 400 000 et 1 500 000 Afro-américains. L'objectif de la manifestation est d'attirer l'attention des partis démocrates et républicains sur la situation économique et sociale des noirs aux États-Unis. De nombreuses polémiques accompagnent l'organisation de cette marche. La personnalité sectaire et controversé de son organisateur, ses propos sur les juifs américains, sur les femmes et les homosexuels, la faible participation des femmes et le conflit opposant Farrakhan aux agences fédérales sur le nombre de manifestants.
- Novembre-décembre : affrontements entre le Congrès et le Président sur le programme Medicare et le budget.
- 13 novembre : Arrêt partiel des activités gouvernementales ("Shutdown") faute d'accord définitif entre le président et le Congrès.
- 20 novembre : le président Bill Clinton accepte le calendrier budgétaire proposé par le Congrès, avec retour à l'équilibre sur 7 ans. Fin du "Shutdown".
- 15 décembre : Nouveau "Shutdown". Le Congrès républicain et l'administration démocrate diverge une nouvelle fois sur l'ampleur des coupes budgétaires et sur leur ciblage.
- Heurts avec la Russie sur l’expansion de l’OTAN.

## Économie et société
- Le Dow Jones passe le plafond des 4000 (février) et 5000 (novembre).
- Le budget de la défense est ramené à 3,9 % du PNB (6,4 % en 1985).
- Le déficit public se stabilise à 2,6 % du PIB.
- 6,1 % de chômeurs

## Culture

### Cinéma

#### Films américains sortis en 1995
- Braveheart

#### Autres films sortis aux États-Unis en 1995
- x

#### Oscars
- Meilleur film :
- Meilleur réalisateur :
- Meilleur acteur :
- Meilleure actrice :
- Meilleur film documentaire :
- Meilleure musique de film :
- Meilleur film en langue étrangère :